# Drapelul Republicii Yemen

Drapelul Republicii Yemen

Drapelul Național al Republicii Yemen (Arabă: علم اليمن‎) a fost adoptat pe data de 22 mai, 1990, în aceeași zi când Yemenul de Sud și Yemenul de nord s-au unit. Culorile roșu, alb și negru simbolizează Pan-Arabismul, la fel ca steagul Egiptului, Siriei, Irakului și altele.

(1918-1923)
(1923-1927)
(1927–1962)
(1962)
(1962–1990)
(1967–1990)